# The Abbreviated King Crimson: Heartbeat
The Abbreviated King Crimson: Heartbeat – album kompilacyjny King Crimson, wydany w październiku 1991 roku nakładem E.G., Virgin (w Wielkiej Brytanii) i Caroline (w USA).

## Historia albumu
Frame by Frame: The Essential King Crimson, trwająca 23 minuty EP-ka, została wydana w związku z pojawieniem się obszernego box setu Frame By Frame pod koniec 1991 roku. Składa się z utworów wczesnego Crimson i tego z lat 80. Prawie wszystkie utwory są w zmontowanych lub skróconych wersjach, ale cechuje je dbałość o szczegóły i perfekcję wykonawczą. Zamykający płytę „Medley” stanowi połączenie wszystkich poprzednich utworów.

## Lista utworów
Lista według Discogs:
| 1. | The King Crimson Barber Shop autor: Levin                                               | 1:31  |
|    |                                                                                         |       |
| 2. | 21st Century Schizoid Man (Abbreviated) autorzy: Lake, McDonald, Giles, Sinfield, Fripp | 4:43  |
|    |                                                                                         |       |
| 3. | In The Court Of The Crimson King (Abbreviated) autor: McDonald                          | 4:54  |
|    |                                                                                         |       |
| 4. | Elephant Talk (Edited) autor: King Crimson                                              | 3:33  |
|    |                                                                                         |       |
| 5. | Matte Kudesai autor: King Crimson                                                       | 3:46  |
|    |                                                                                         |       |
| 6. | Heartbeat (Edited) autor: King Crimson                                                  | 2:57  |
|    |                                                                                         |       |
| 7. | Medley                                                                                  | 1:20  |
|    |                                                                                         |       |
|    |                                                                                         | 22:44 |
|    |                                                                                         |       |